# Claudia Pellicer
Claudia Pellicer Tichell (Castellón de la Plana, 8 de julio de 2000), es una actriz, bailarina y modelo española, más conocida por interpretar el papel de Claudia en la telenovela Acacias 38.

## Biografía
Claudia Pellicer nació el 8 de julio de 2000 en Castellón de la Plana, en Valencia (España), años más tarde se trasladó a Madrid para emprender sus estudios de interpretación y hacer realidad uno de sus grandes sueños: convertirse en actriz.

## Carrera
Claudia Pellicer a la edad de seis años comenzó a practicar gimnasia rítmica. A los catorce años se unió a una agencia de modelos, donde comenzó a trabajar en un desfile nacional. A los quince años asistió a un curso de actuación, mientras que a los dieciséis ganó el concurso de belleza Top Woman, impartido por Marina D'Or.
A los diecisiete años ingresó a Sos Baynat, uno de los pocos institutos con una carrera artística orientada a las artes escénicas. Luego de graduarse de esta última institución, realizó un curso corto con Belinda Washington y un curso intensivo con Juanma López. De 2019 a 2022 siguió las clases de actuación impartidas por Víctor Antoli, en la Central de Cine, donde obtuvo un diploma al finalizar los dos años.
En 2019 hizo su primera aparición en la serie Xè que bo. En el mismo año interpretó el papel de Aina en la miniserie 69 raons. También en 2019 protagonizó el cortometraje Elisa dirigido por Martin Cox. En 2021 interpretó el papel de Claudia en la telenovela Acacias 38. En el mismo año ocupó el papel de Irene en la serie Alba. En 2022 se unió al elenco de la serie La ruta, en el papel de Ana.

### Idiomas
Claudia Pellicer habla inglés y español con fluidez.

## Filmografía

### Televisión
| Año  | Título     | Personaje | Notas        |
| ---- | ---------- | --------- | ------------ |
| 2019 | Xè que bo  |           | 1 episodio   |
| 2019 | 69 raons   | Aina      | 4 episodios  |
| 2021 | Acacias 38 | Claudia   | 34 episodios |
| 2021 | Alba       | Irene     | 1 episodio   |
| 2022 | La ruta    | Ana       | 2 episodios  |

### Cortometrajes
| Año  | Título | Director   |
| ---- | ------ | ---------- |
| 2019 | Elisa  | Martin Cox |

## Teatro
| Año  | Título             | Teatro                                  |
| ---- | ------------------ | --------------------------------------- |
| 2019 | El Soldado Schweik | Teatro Castellón de la Plana y Valencia |

## Comerciales
| Año       | Título   | Director         |
| --------- | -------- | ---------------- |
| 2018-2019 | Dulcesol | Víctor Claramunt |
| 2020      | Icosmic  | Wally Sanz       |

## Moda

### Revistas
| Título            |
| ----------------- |
| &Magazine         |
| &Novias           |
| Telva Novias      |
| Buho              |
| Chappelle         |
| Tendencias Novias |

### Paradas
| Título           |
| ---------------- |
| Dolores Cortés   |
| Dolores Mollá    |
| Viseras          |
| Higinio Mateu    |
| Tiendas locales  |
| ANDE             |
| Pasarela Barrera |
| Barbara Torrijos |